# Ибрахим-паша Паргалија
Ибрахим-паша Паргалија (тур. Pargalı İbrahim Paşa; 27. јун 1493. Парга — 15. март 1536, Цариград) био је велики везир Османског царства у време султана Сулејмана Величанственог. Постао је зет султану Сулејману након што се оженио његовом сестром, султанијом Хатиџе. Био је познат и као Френк Ибрахим-паша (Френк-Западњак, због тога што је имао западне манире), Дамат Ибрахим-паша (Дамат-зет, био је ожењен султановом сестром), Макбул Ибрахим-паша (Макбул-Омиљен), које је касније промењено у Мактул Ибрахим-паша (Мактул-Погубљен), пошто је погубљен у Топкапи палати. 
Рођен је као православни Грк у Парги, његов отац је био рибар. Мучен је од стране породице у раном добу, а касније је одрастао као роб у Маниси. Тамо је упознао Сулејмана, који је био управник санџака Маниса. Временом су постали велики пријатељи и Ибрахим је, поред тога што је био учитељ, стекао велико искуство у лову и многим другим областима и већ у младости је знао неколико језика.
Када је Сулејман ступио на пријесто, Ибрахим је напредовао у хијерархији моћи, поставши прво соколар, затим управник двора и на крају велики везир и врховни командант војске. Током владавине султана Сулејмана, учествовао је у неколико похода, играјући важну улогу у освајању Београда, Родоса и у побједи над Мађарском у Мохачу. Био је и командант војске у походу на Беч, када је Османску војску од око 120.000–200.000 војника, зауставио Никола Јуришић у Кесегу, са око 700–800 војника, након чега су се вратили назад.
У спољној политици користио се врлинама које потичу из његовог родног краја, захваљујући њему Османско царство је одржавало добре дипломатске односе са Венецијом и Француском. Средином 1520-их његова моћ је било готово равна султановој и 1530. године именовао је Алвиса Гритија за управника Мађарске. Улога коју је имао у политици царства била је велика, Сулејман му је повјеравао готово све што је требало да ради, укључујући и комплетно реновирање Топкапи палате, са којим је био повезан. Показивао је велико интересовање за европску умјетност, прије свега за сликање, поезију и скулптуре.
Његов пад повезан је са султанијом Хурем, која је имала политичког утицаја и са којом је Ибрахим често долазио у сукоб. Био је велики везир 13 година, а по наређењу султана задављен је у палати у марту 1536. године, сахрањен је без икаквог обиљежја, из страха да му непријатељи не скрнаве гроб.

## Детињство и младост
Ибрахим је рођен 1493. у Парги на обали Јонског мора као син грчког рибара. Из родног места је данком у крви одведен у Манису где га је на пијаци робља купила нека богата удовица. У њеној служби Ибрахим је стекао широко образовање. Упознао се са делима великих грчких филозофа, арапских математичара и астролога и научио стране језике (поред грчког и турског говорио је и персијски, италијански и српски језик). Поред тога Ибрахим је свирао виолину, задивљујући свакога ко би га чуо.

## Успон
Ибрахимов успон почиње његовим познанством са будућим султаном Сулејманом који је као престолонаследник управљао Манисом. Према легенди, док је шетао улицама Манисе, Сулејман је запазио младог роба који је свирао виолину и узео га у своју службу. Тако је Ибрахим прво обављао функцију главног соколара на двору у Маниси, а по смрти султана Селима Ибрахим полази са Сулејманом у Истанбул. Ту је 1523. Ибрахим постављен на високи положај управника двора и надзорника султанових одаја (тур. хас ода баша). Истакао се приликом освајања Београда 1521. и заузимања Родоса 1522/3. После ових победа, године 1523. султан Сулејман одлучује да „пензионише“ старог Пири Мехмед-пашу, на место великог везира поставља Ибрахима и даје му звање беглербега Румелије. Пред велики поход на Беч Сулејман је именовао Ибрахима за врховног команданта турске војске (сераскера).
И на дипломатском пољу Ибрахим-паша је имао знатних успеха. Користећи разне тактике, направио је повољне споразуме са западним владарима. Био је у добрим односима са Млецима, који су га називали Ибрахим Величанствени. Успео је 1533. да убеди Карла да врати Турцима Мађарску као вазалну државу. Са француским краљем Франсоа Првим је 1535. постигао споразум којим су Француској дате трговинске повластице повластице у замену за француску помоћ у рату са Карлом V. Последице овог споразума јесу заједничке турско-француске поморске акције у Средоземљу и зимовање турске флоте у Тулону.

## Пад Ибрахим Паше
Паду вољеног Сулејмановог великог везира највише су допринели сукоби са султанијом Хурем и превелике личне амбиције. Са султанијом Хурем је био у дугогодишњим лошим односима. Разлог њиховог сукоба је био тај што је Ибрахим подржавао најстаријег султановог сина Мустафу (који је био син Сулејманове прве жене Махидевран) а Хурем је видела неког од својих синова као будућег султанa. Сулејману се замерио током рата са Сафавидима, господарима Персије. То је био први Сулејманов поход на исток, 1533. султан је опет именовао Ибрахима за сераскера (врховног заповедника војске). После тога су се јавиле гласине да је Ибрахим-паша припремао заверу против султана. Султан је дошао на ратиште 1534. где је са Ибрахимом заузео Багдад. До султана је доспело писмо писано Ибрахимовом руком у којем се потписао као сераскер-султан. Свестан великих амбиција свог великог везира Сулејман је (можда и на наговор Хурем-султаније) наредио да се Ибрахим-паша погуби. Пошто се претходно заклео Ибрахиму да никад неће страдати од његове руке, Сулејман је прво морао да обезбеди фетву тј. да изгради џамију да би се искупио због прекршене заклетве. Према писању Сулејманових биографа он је најавио фетву седам дана пре Ибрахимовог погубљења и тих седам дана је насамо вечерао с њим дајући му тако прилику да побегне или чак да убије султана. Иако његова писма сведоче да је знао шта га чека, Ибрахим-паша није покушао да се спасе остајући покоран свом султану до краја. Нађен је задављен у Сулејмановим одајама 14. марта 1536, сахрањен је без икаквог обележја у дворишту једне текије у Галати.

## У популарној култури
Лик Ибрахим-паше се појављује у турској ТВ серији „Сулејман Величанствени” (тур. Muhteşem yüzyıl) и тумачи га глумац Окан Јалабик.